# Ostrów (Łódź)
Ostrów [pronunciación en polaco: /ˈɔstruf/] es un pueblo ubicado en el distrito administrativo de Gmina Aleksandrów, dentro del condado de Piotrków, Voivodato de Łódź, en el centro de Polonia. Se encuentra a unos 7 kilómetros al noroeste de Aleksandrów, a 20 kilómetros al sureste de Piotrków Trybunalski, y a 62 kilómetros al sureste de la capital regional Łódź. También es el pueblo más pequeño de Gmina Aleksandrów.
El pueblo tiene una población de 20 habitantes.